# Ranomainty
Ranomainty is een plaats en commune in het oosten van Madagaskar, behorend tot het district Amparafaravola, dat gelegen is in de regio Alaotra-Mangoro. Tijdens een volkstelling in 2001 telde de plaats 7.985 inwoners.
De plaats biedt naast lager onderwijs ook middelbaar onderwijs aan. 99 % van de bevolking werkt als landbouwer. Het belangrijkste landbouwproduct is rijst; andere belangrijke producten zijn bonen en zoete aardappelen. Verder is 1% actief in de dienstensector.